# NGC 1059
NGC 1059 في الفهرس العام الجديد، هو نجم مزدوج، يقع في كوكبة الحمل. اكتشف في 25 يناير 1832 بواسطة جون هيرشل.

## روابط خارجية
- NGC 1059 على موقع ويكي سكاي: DSS2, SDSS, GALEX, IRAS, Hydrogen α, X-Ray, Astrophoto, Sky Map, Articles and images